# Traian Pop
Traian Pop (Pseudonym Traian Pop Traian; * 10. Dezember 1952 in Kronstadt) ist ein rumänisch-deutscher Schriftsteller, Herausgeber und Verleger.

## Leben
Traian Pop studierte Elektrotechnik an der Polytechnischen Universität Temeswar. Während des Studiums in den 1970er Jahren, das er mit dem Ingenieursdiplom abschloss, war er als Toningenieur, Texter und Bühnenarbeiter bei Rock- und Jazz-Bands sowie am Deutschen Staatstheater Temeswar tätig und veröffentlichte – unter dem Pseudonym Traian Pop Traian, das er als Autor seitdem beibehalten hat –, systemkritische Texte in studentischen und anderen Kultur- und Literaturzeitschriften.
Im Jahr 1984 erschien das erste Gedichtbuch Timp interior (dt.: Innere Zeit) beim Facla Verlag in Temeswar, dem weitere Einzeltitel folgten. Das 1989 verfasste Theaterstück Minciunica în orasul piticotilor mincinosi (dt.: Minciunica in der Stadt der Lügenzwerge) in der Dramatisierung für das Puppentheater Temeswar wurde nach zehn Vorstellungen verboten. Nach dem Sturz Ceauşescus war Traian Pop von Ende 1989 bis Anfang 1990 Mitglied des ersten Redaktionsteams der neugegründeten Tageszeitung Cotidianul Timișoara.
Im Jahr 1990 emigrierte Traian Pop mit seiner rumäniendeutschen Frau in die Bundesrepublik und nahm die deutsche Staatsbürgerschaft an. 2003 gründete er den Pop Verlag, in dem neben diversen Buchreihen die Literaturzeitschriften Matrix und Bawülon erscheinen. Er ist Mitglied des P.E.N., VS sowie des rumänischen Schriftstellerverbands.
Zu der in freien Rhythmen und mit interpunktionslosen Versen verfassten – wuchtigen – Lyrik Traian Pop Traians im 2013 erschienenen Gedichtbuch Die 53. Woche schreibt Klaus Martens: Das vorliegende Buch ist jedoch mehr als das historische Dokument einer nie verstummenden lyrischen Stimme von großer Kraft. Es ist in seinen lyrischen Dokumenten des Aufbegehrens gegen eine erstickende Ordnung die unverzichtbare Stimme literarisch-politischer Revolution. Ihr ist zuzuhören. Georg Scherg hält im Nachwort des Buchs fest: Traian Pop Traian gilt ohne Vorbehalt als ›Rebell‹ der achtziger Jahre, als ›Zorniger‹, wenn nicht als Rädelsführer unter den rumänischen Poeten im Widerstand gegen die Diktatur.
Traian Pop lebt in Ludwigsburg.

## Einzeltitel in deutscher Übertragung
- Schöne Aussichten. Poem in drei Akten, fünf Bildern und einem Prolog.  Aus dem Rumänischen übertragen von Edith Konradt und Horst Fassel. Verlag im Wald, Rimbach 2005, ISBN 3-929208-78-4.
- Die 53. Woche. Gedichte. Aus dem Rumänischen übertragen von Gerhardt Csejka, Horst Fassel, Edith Konradt, Johann Lippet und Dieter Schlesak. Pop Verlag, Ludwigsburg 2013, ISBN 978-3-86356-062-1.
- Bleierne Flügel. Gedichte und Bilder. Mit Liviu Tulbure. Aus dem Rumänischen übertragen von Gerhardt Csejka, Horst Fassel, Edith Konradt und Johann Lippet. Pop Verlag, Ludwigsburg 2017, ISBN 978-3-86356-168-0.
- Absolute Macht. Roman(z)e(n) aus einem vertraulichen Tagebuch. Roman(ţ)e dintr-un jurnal discret. Gedichte. Zweisprachige Ausgabe Rumänisch / Deutsch. Übertragen von Gerhardt Csejka, Horst Fassel, Edith Konradt, Johann Lippet, Horst Samson, Georg Scherg und Dieter Schlesak. Pop Verlag, Ludwigsburg 2018, ISBN 978-3-86356-204-5.

## Kurzfilm
Traumdiktat. Nach dem Gedicht Wer keinen blassen Schimmer hat. Poscimur Pictures / Atelier Busche MEDIA, Stuttgart 2004.

## Auszeichnungen (Auswahl)
- 1998/99: Poesie-Preis der LiterArt XXI der International Association of Romanian Writers and Artists Inc.
- 1999: Preis der Akademie für Wissenschaft, Literatur und Kunst beim Internationalen Buch-Salon in Großwardein/Oradea
- 2002: Literaturpreis des Rumänischen Schriftstellerverbands.[3]
- 2020: Andreas-Gryphius-Preis[4]
- 2022 Katzendorfer Dorfschreiberspreises.
- 2024 Deutscher Verlagspreis